# Powstania Mackenziego–Papineau
Powstania Mackenziego–Papineau – rebelie w Kanadzie w latach 1837–1838 – wybuchy niezadowolenia społecznego wobec rządów gubernatorów brytyjskich wspieranych przez konserwatywne koła uprzywilejowanych klas wyższych kolonii. W Górnej Kanadzie taką grupę nacisku nazywano Family Compact – porozumieniem rodzin, a w Dolnej Kanadzie Château Clique – kliką pałacową. Postulaty rebeliantów były dużo dalej idące niż umiarkowanych reformatorów skupionych wokół Responsible Government ("odpowiedzialny rząd" – odpowiedzialny w sensie umiarkowany). Rebelianci dążyli do obalenia kolonialnych rządów brytyjskich oraz utworzenia republiki na wzór USA. Rebelia w Górnej Kanadzie pod wodzą Williama Mackenzie i rebelia patriotyczna w Dolnej Kanadzie pod wodzą Louisa Papineau miały podobne przyczyny i przebieg. W Dolnej Kanadzie – Quebecu, oprócz aspektów gospodarczych, społecznych i politycznych doszły jeszcze religijne i narodowe, jako że, przedstawiciele Château Clique, dążyli do zmian tradycyjnych francuskich norm prawnych i zastąpienia ich brytyjskimi, oraz ograniczenia wpływów Kościoła katolickiego.
Obie rebelie miały "operetkowy" przebieg i szybko zostały spacyfikowane, a ich przywódcy zostali zmuszeni do ucieczki za granicę. Skutki rebelii były jednak dalekosiężne. Wybuch niezadowolenia zwrócił uwagę władz w Londynie na problemy kolonii i rozpoczął proces reform zmierzających do usamodzielnienia się Kanady oraz zwycięstwa koncepcji "odpowiedzialnego rządu".
Obie rebelie miały też wielkie znaczenie w kształtowaniu mitologii kanadyjskiej. Praktycznie wszystkie działające w Kanadzie partie polityczne od partii konserwatywnej do partii komunistycznej odwołują się do tradycji rebeliantów: partia konserwatywna wywodząca się bezpośrednio z "odpowiedzialnego rządu" dyskretnie popierającego rebeliantów, partia liberalna wywodząca się bezpośrednio z politycznych kontynuatorów rebelii, partie socjalistyczne odwołujące się do radykalizmu społecznego rebelii, wreszcie partia komunistyczna widząca w niej rewolucję proletariacką. Nie bez przyczyn oddział lewicowych ochotników kanadyjskich walczących w wojnie domowej w Hiszpanii nosił miano MacKenzie-Papineau Battalion.
Zobacz też: historia Kanady.